# Замятнин, Николай Александрович
Никола́й Алекса́ндрович Замя́тнин (1824—1868) — российский государственный деятель, в 1862—63 гг. — самарский губернатор.

## Биография
Родился в 1824 году.
Окончил в 1843 году Императорское училище правоведения и 21 августа начал службу в Сенате, затем был переведён губернским стряпчим в Смоленск. Приобретенный опыт работы способствовал его назначению товарищем председателя уголовной палаты гражданского суда Рязани и в Туле, за исполнение которых получил орден Св. Анны 2-й степени (1859), а 17 апреля 1862 года — чин действительного статского советника.
11 мая 1862 года был назначен исполнять должность самарского губернатора вместо Арцимовича, 18 мая, был утверждён на этом посту министром внутренних дел Петром Валуевым; 7 июля 1862 года прибыл в Самару и вступил в должность. Он привлёк на работу в Самарскую губернию много молодых образованных людей.
Губернатором в Самаре Замятнин пробыл совсем недолго — чуть больше года и проявить себя на этом посту не успел. Тем не менее, сложная работа по проведению в жизнь всех положений реформы 1861 года коснулись и этого губернатора. На период его деятельности пришлось также введение с 1 января 1863 года новой питейной системы; посещение Самары 15 июля 1863 года великим князем Николаем Александровичем; открытие выставки сельскохозяйственного производства края.
В 1863 году в России активно шла подготовка к проведению Земской реформы, и в столице нуждались в профессионалах с практическим опытом. Поэтому появилась необходимость перевести в Санкт-Петербург прекрасно проявившего себя на всех местах работы и юриста по образованию Н. А. Замятнина. Целиком это решение о переводе зависело от министра внутренних дел Валуева. Сторонник активных преобразований, Валуев собирал вокруг себя преданных профессионалов, имевших послужные списки, похожие на его собственный. В их число вошёл и Н. А. Замятнин.
Благодаря содействию Валуева 11 сентября 1863 года Н. А. Замятнин был переведен из Самарской губернии на должность управляющего Земским отделом министерства внутренних дел с зарплатой в 5000 рублей в год. Он стал одним из главных организаторов и реализаторов Земской реформы 1864 года, за что и был награждён орденом Св. Станислава 1-й степени(1864). Значение этой награды сильно возрастает, если учесть, что по традициям русской чиновничьей системы он должен был сначала «заработать» орден Св. Владимира 4-й и 3-й степеней и только после этого претендовать на орден Св. Станислава 1-й степени. Таким образом была подтверждена высокая оценка деятельности бывшего самарского губернатора на новом посту. С 1864 по 1868 годы Замятнина постоянно приглашали гостем на ежегодные торжественные обеды 19 февраля в честь освобождения крепостных от неволи.
Умер в начале 1868 года в возрасте 44 лет, проработав на должности Управляющего Земским отделом 5 лет.
Его шурином был Д. А. Толстой.